# Hotel 987 Barcelona
L'Hotel 987 Barcelona és un establiment hoteler situat al carrer de Mallorca, 288, de Barcelona, propietat d'una cadena catalana amb establiments a Praga i Barcelona. De quatre estrelles, té de 88 habitacions distribuïdes en 7 plantes.

## Història
L'edifici, amb façana noucentista, fou construït l'any 1918 per l'arquitecte Alfons B. Miracle com a residència habitatge de Tomàs Mayol. Al cap d'uns anys, s'hi afegiren dos nous pisos, i va acollir el despatx de l'empresari Jaume Castell i Lastortras (1916-1984), conseller-gerent entre d'altres, de Productos Selectos del Cerdo La Piara i de Laboratoris Funk SA.
El 1984 n'encarregà la remodelació a Francesc Mitjans i Miró, que el transformà en les oficines de l'empresa La Piara. Posteriorment, va ser adquirit per la cadena 987 Hotels i va obrir el 2007, després d'una reforma obra de l'arquitecte Josep Juanpere.